# كلايد إدواردز
كلايد إدواردز (بالإنجليزية: Clyde Edwards) هو منافس ألعاب قوى باربادوسي، ولد في 17 يناير 1958.

## وصلات خارجية
- كلايد إدواردز على موقع الاتحاد الدولي لألعاب القوى (الإنجليزية)
- كلايد إدواردز على موقع أوليمبيديا (الإنجليزية)
- كلايد إدواردز على موقع اتحاد ألعاب الكومنولث (مؤرشف) (الإنجليزية)